# Crapauduc

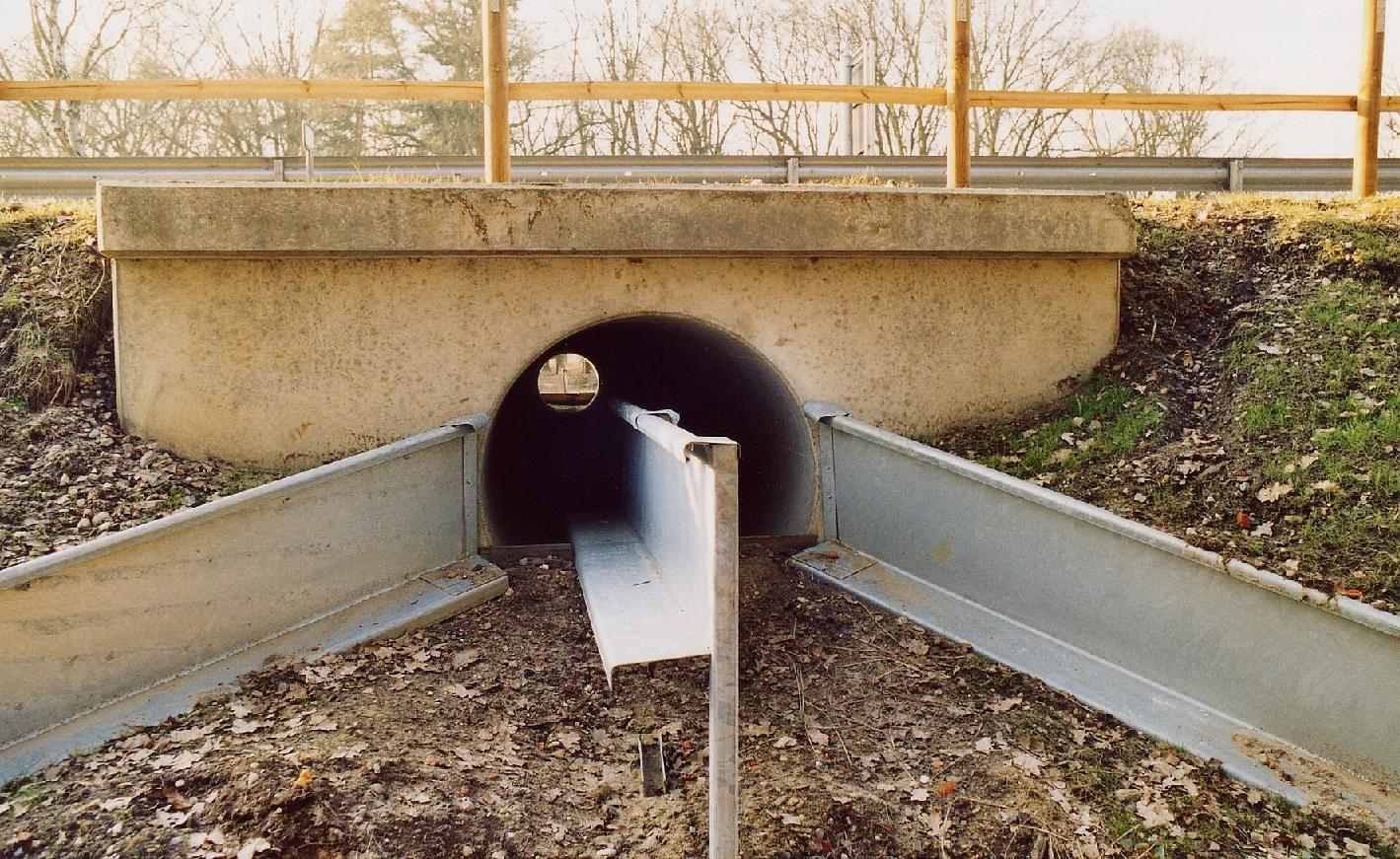
Un crapauduc dans le nord de l'Allemagne

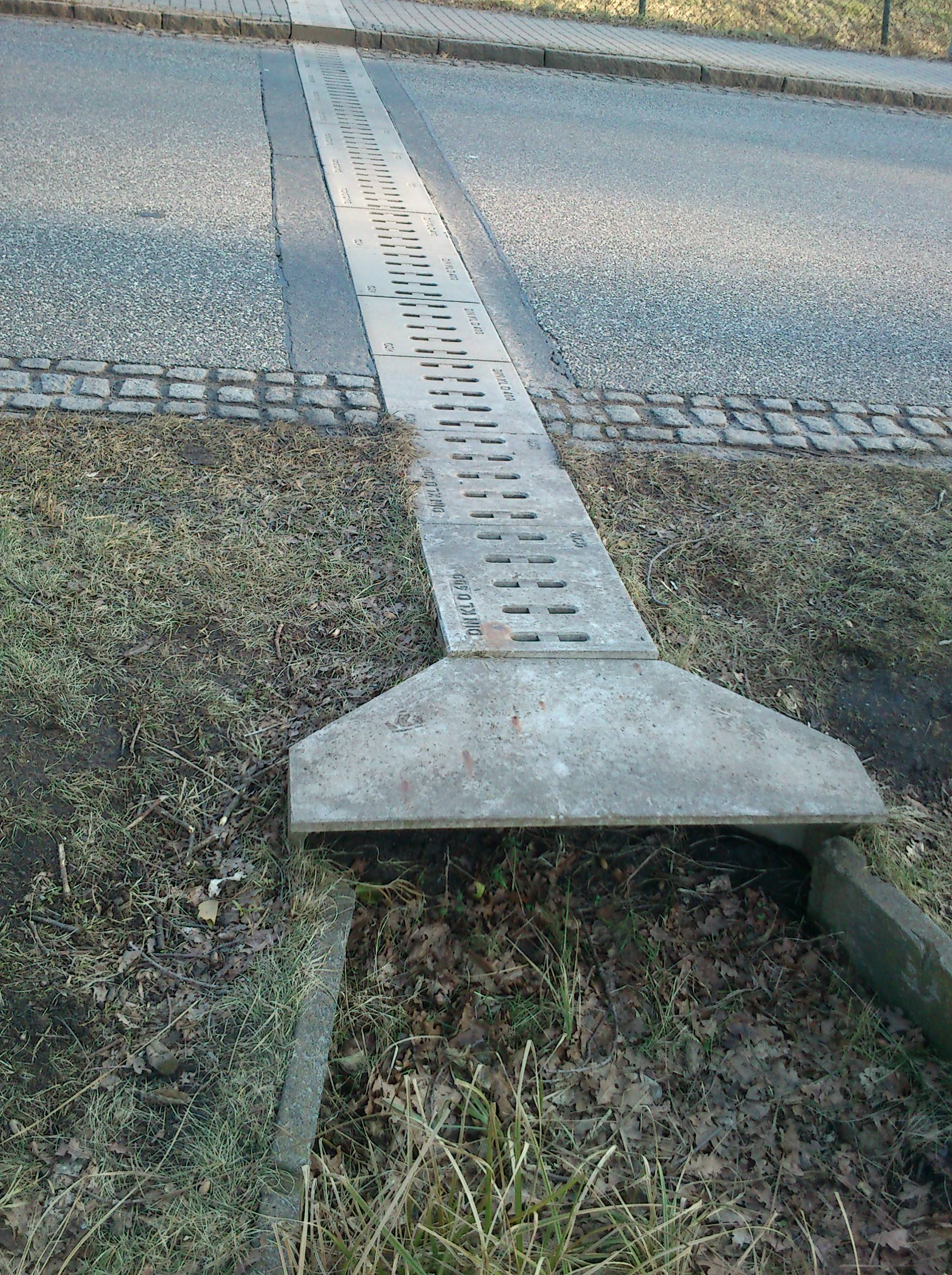
Autre type de batrachoduc. Des trous permettent d'humidifier le sol du conduit, mais permettent aussi l'introduction de sel de déneigement et d'eaux polluées.

Un crapauduc ou batrachoduc est un écoduc destiné à relier deux zones entre elles pour que les amphibiens ou batraciens puissent circuler de l'une à l'autre, généralement en passant sous un obstacle (mur, route, autoroute ou voie ferrée).

## Enjeux
Ce sont des aménagements vitaux et coûteux posés pour tenter d'enrayer le déclin des populations d'amphibiens. Ils permettent à ces derniers d'atteindre leur mare pour se reproduire et déposer leurs œufs lorsque ces dernières se situent de part et d'autre de la voie.
Ces aménagements sont souvent construits dans le cadre de mesures compensatoires, à la suite des études d'impact avant construction de voies nouvelles.
Les crapauducs sont placés de manière à restaurer la continuité d'un corridor écologique qui a été interrompu ou pour en constituer un nouveau. Leur efficacité doit être testée régulièrement et complétée par des aménagements : grillages à maille fine, barrière plastique, entrées en entonnoir, etc.
Ils font partie de la famille des corridors biologiques artificiels ou écoducs et participent au remaillage écologique du territoire, de l'échelle locale à l'échelle planétaire.
L'enjeu de la protection des grenouilles fait l'objet chaque année depuis 1995 d'une campagne de sensibilisation, Fréquence Grenouille, organisée par le ministère des Armées et le Conservatoire des espaces naturels (CEN).